# Muhammad ibn Abdallah ibn Lubb
Muhammad ibn Abdallah ibn Lubb o Muhammad ben Abd Allah ne Lope fue un caudillo musulmán de la familia de los Banu Qasi, señor de Tudela, que participó en la campaña que en el 920 el emir cordobés Abderramán III llevó a cabo contra el reino de Pamplona y sus aliados leoneses. Arrebató Cárcar a los pamploneses. Fue uno de los últimos miembros destacados de la familia.